# Oyster Bay (New York)
Pour les articles homonymes, voir Oyster Bay.
Oyster Bay, officiellement Town of Oyster Bay, est une ville (town) américaine de l'est du comté de Nassau, sur Long Island (État de New York). Elle compte 293 214 habitants lors du recensement des États-Unis de 2010.
Oyster Bay est également le nom d'un hameau qui en fait partie. À proximité de ce hameau, dans le village de Cove Neck, se trouve la résidence d'été de Theodore Roosevelt, Sagamore Hill, qui est aujourd'hui un musée. Au moins six des 36 villages et hameaux de la ville d'Oyster Bay possèdent une grève donnant sur la baie de l'Huitre. À une époque ou à une autre, chacun d'entre eux se voit nommé Oyster Bay.
Avec Hempstead et North Hempstead, Oyster Bay est l'une des trois villes qui est à l'origine de la création du comté de Nassau, lorsque celui-ci est constitué à partir d'une portion orientale du Queens, l'un des cinq arrondissements de la cité (city) de New York.